# Vinh Lưu Vương
Vinh Lưu Vương (Yeongnyu-wang, phát âm như Ieng-nhiu-oan, trị vì 618 — 642) là quốc vương 27 của Cao Câu Ly. Ông là người đệ khác mẹ của Anh Dương Vương, và là con của vị quốc vương thứ 25 là Bình Nguyên Vương. Ông lên ngôi sau cái chết của Anh Dương Vương năm 618.
Tại Trung Quốc, nhà Đường đã kế tục nhà Tùy vào năm 618, tức năm lên ngôi của Vinh Lưu Vương. Cao Câu Ly đã phục hồi sau chiến tranh Cao Câu Ly-Tùy, và hoàng đế mới của nhà Đường là Đường Cao Tổ vẫn đang phải hoàn tất công việc thống nhất nội bộ. Không cần thiết phải tạo ra tình thế thù địch mới, Cao Câu Ly và nhà Đường đã trao đổi sứ thần và theo yêu cầu của nhà Đường, hai bên đã tiến hành trao đổi tù nhân vào năm 622.
Năm 624, nhà Đường (đời vua Đường Cao Tổ) chính thức giới thiệu Đạo giáo đến triều đình Cao Câu Ly, và năm sau (năm 625) Cao Câu Ly đã cử các học giả sang nhà Đường (đời vua Đường Cao Tổ) để tiếp thu Đạo giáo và Phật giáo.
Vào lúc này, từ năm 628 đến năm 629, Cao Câu Ly tiếp tục các trận chiến nhằm thu phục lại các phần lãnh thổ đã bị mất vào tay Tân La (đời vua Tân La Chân Bình Vương). Tuy nhiên quân Cao Câu Ly đã bị quân Tân La đánh bại. Trong năm 629, vua Tân La Chân Bình Vương phái quân Tân La bắc tiến và đánh chiếm nhiều thành trì của Cao Câu Ly. Tướng quân Tân La là Kim Dữu Tín (Kim Yu-shin, hậu duệ của liên minh Già Da) dẫn quân Tân La đánh chiếm thành Nương Tí (Nangbi) của Cao Câu Ly vào năm 629. Cuộc chiến giữa Cao Câu Ly và Tân La tiếp diễn đến năm 631.
Tuy nhiên, đến khi nhà Đường giành được sức mạnh, năm 631, nhà Đường (đời vua Đường Thái Tông) đã cử một đội quân đến phá hủy một tượng đài chiến thắng của Cao Câu Ly trước quân Tùy. Đáp lại, Cao Câu Ly cho xây Thiên Lý Trường Thành (Cheolli Jangseong), một bức tường phòng thủ dọc theo biên giới phía tây, kế hoạch 16 năm này bắt đầu vào năm 631 dưới sự giám sát của Uyên Cái Tô Văn (Yeon Gaesomun).
Trong giai đoạn này, vương quốc Cao Câu Ly dưới quyền kiểm soát của tướng Uyên Cái Tô Văn (Yeon Gaesomun) có thái độ hung hăng chống Tân La (đời vua Tân La Thiện Đức Nữ Vương) và nhà Đường (đời vua Đường Thái Tông). Tân La phản ứng bằng cách liên minh chặt chẽ với nhà Đường, đe dọa Bách Tế (đời vua Bách Tế Vũ vương) đứng giữa.
Năm 642, Vinh Lưu Vương cùng một số cận thần khác có kế hoạch thủ tiêu một số tướng lĩnh quân đội nhiều quyền lực hơn. Họ có kết hoạch giết Uyên Cái Tô Văn đầu tiên, người có quyền lực và ảnh hưởng nhanh chóng vượt lên trên vương quyền. Vị tướng trẻ phát hiện ra âm mưu, và ngay lật tức đến Bình Nhưỡng để giết những kẻ chủ mưu, bao gồm cả nhà vua. Vinh Lưu Vương bị giết trong năm 642. Uyên Cái Tô Văn đưa người cháu trai của Vinh Lưu Vương là Bảo Tạng lên ngôi, tức là vua Cao Câu Ly Bảo Tạng Vương.